# Televisietoren van Mumbai
De televisietoren van Mumbai is een 300 m hoge zendmast in Worli, gelegen in de Indiase stad Mumbai. Het is de hoogste constructie van India en is duidelijk zichtbaar in het zuidelijke stadsdeel van Mumbai. De toren is het eigendom van Doordarshan, de Mumbaise publieke omroep.